# USS Cony (DD-508)
USS Cony (DD-508/DDE-508) là một tàu khu trục lớp Fletcher được Hải quân Hoa Kỳ chế tạo trong Chiến tranh Thế giới thứ hai. Nó là chiếc tàu chiến duy nhất của Hải quân Mỹ được đặt theo tên Đại úy Hải quân Joseph S. Cony (1834-1867), một sĩ quan hải quân tham gia cuộc Nội chiến Hoa Kỳ. Nó hoạt động cho đến hết Thế Chiến II, tiếp tục hoạt động trong cuộc Chiến tranh Triều Tiên cho đến khi ngừng hoạt động năm 1969 và bị đánh chìm như một mục tiêu năm 1970. Nó được tặng thưởng tổng cộng mười ba Ngôi sao Chiến trận trong hai cuộc chiến tranh.

## Thiết kế và chế tạo
Cony được đặt lườn tại xưởng tàu của hãng Bath Iron Works ở Bath, Maine vào ngày 24 tháng 12 năm 1941. Nó được hạ thủy vào ngày 16 tháng 8 năm 1942; được đỡ đầu bởi bà William R. Sleight, cháu gái Đại úy Cony; và nhập biên chế tại Xưởng hải quân Boston vào ngày 30 tháng 10 năm 1942 dưới quyền chỉ huy của Hạm trưởng, Thiếu tá Hải quân Harry D. Johnson. 

## Lịch sử hoạt động

### 1943
Cony hộ tống một đoàn tàu chở quân đi từ Norfolk, Virginia đến Nouméa, New Caledonia, đến nơi vào ngày 27 tháng 1 năm 1943. Sau đó nó hoạt động tuần tra tại khu vực giữa Espiritu Santo và Efate, và vào ngày 6 tháng 3 đã tham gia cuộc bắn phá khu vực Vila-Stanmore tại Kolombangara, tiếp tục nhiệm vụ tuần tra và hộ tống cho đến khi nó lên đường đi San Francisco, California để đại tu vào ngày 28 tháng 4. Nó quay trở lại Espiritu Santo vào ngày 1 tháng 8, và sau khi hộ tống một đội tàu vận chuyển đi đến Guadalcanal, nó làm nhiệm vụ bắn pháo hỗ trợ và là soái hạm của Chuẩn đô đốc Theodore S. Wilkinson trong chiến dịch đổ bộ lên Vella Lavella vào ngày 15 tháng 8. Chiếc tàu khu trục tiếp tục tuần tra và hộ tống các tàu tiếp liệu tại Vella Lavella cho đến khi quay trở về Espiritu Santo vào ngày 8 tháng 9.
Từ ngày 20 tháng 9, Cony tuần tra suốt khu vực quần đảo Solomon, và từ ngày 1 đến ngày 3 tháng 10 đã tham gia một đợt càn quét các sà lan Nhật Bản đang tìm cách triệt thoái khỏi Kolombangara. Vào ngày 27 tháng 10, nó lên đường để bảo vệ cho cuộc đổ bộ lên quần đảo Treasury. Cuộc tấn công diễn ra bất ngờ cho phía Nhật Bản, nhưng đối phương nhanh chóng phản ứng, và vào cuối ngày hôm đó, 10 máy bay ném bom bổ nhào đối phương, được 39 máy bay tiêm kích hộ tống, đã tấn công Cony và Philip (DD-498). Dưới sự trợ giúp của máy bay tiêm kích Hoa Kỳ, nó cùng tàu chị em đã bắn rơi bốn máy bay ném bom và một máy bay tiêm kích đối phương. Tuy nhiên Cony trúng phải hai quả bom trên sàn chính cùng những quả suýt trúng, khiến tám người thiệt mạng và mười người khác bị thương, cùng những hư hại nghiêm trọng. Nó được kéo đến Port Purvis để sửa chữa khẩn cấp, rồi lên đường quay về Xưởng hải quân Mare Island để đại tu toàn diện.

### 1944
Quay trở lại Port Purvis vào ngày 27 tháng 3 năm 1944, Cony tuần tra dọc theo bờ biển Tây Nam của đảo Bougainville, săn đuổi sà lan và tàu ngầm Nhật Bản cũng như bắn pháo hỗ trợ cho lực lượng trên bờ tại khu vực vịnh Nữ hoàng Augusta. Nó lên đường từ Port Purvis vào ngày 4 tháng 5 để đi Majuro và Trân Châu Cảng, nơi nó tham gia hộ tống một đội vận chuyển hướng đến Eniwetok và tham gia cuộc đổ bộ lên Saipan vào ngày 15 tháng 6. Nó bảo vệ cho các tàu vận chuyển khi chúng chất dỡ, và tuần tra chống tàu ngầm cho đến ngày 14 tháng 7, khi nó quay trở về Eniwetok để được tiếp liệu. Sáu ngày sau, nó lên đường tham gia cuộc bắn phá Tinian, và tiếp tục tuần tra chống tàu ngầm trong khi cuộc đổ bộ lên Tinian bắt đầu vào ngày 24 tháng 7.
Cony quay trở lại Guadalcanal vào ngày 24 tháng 8 để chuẩn bị cho cuộc tấn công lên quần đảo Palau. Nó hộ tống cho các tàu sân bay khi chúng tung ra các cuộc không kích hỗ trợ cho cuộc đổ bộ lên Peleliu từ ngày 15 đến ngày 30 tháng 9, rồi đi đến đảo Manus để tiếp liệu. Nó lại ra khơi vào ngày 12 tháng 10, bảo vệ và bắn pháo hỗ trợ cho hoạt động của các đội phá hoại dưới nước, hộ tống đội bắn phá trong vịnh Leyte khi cuộc đổ bộ diễn ra từ ngày 19 đến ngày 21 tháng 10. Khi lực lượng phía Nam của Hạm đội Liên hợp Nhật Bản tiến vào vịnh Leyte vào ngày 24 tháng 10, khởi đầu Trận chiến eo biển Surigao trong khuôn khổ trận Hải chiến vịnh Leyte, chiếc tàu khu trục đã trực chiến cùng các thiết giáp hạm và tàu tuần dương trong hàng chiến trận, góp phần hỏa lực trong cuộc đụng độ ban đêm, truy đuổi và đấu pháo tay đôi với tàu khu trục Nhật Bản Asagumo, cuối cùng đã đánh chìm nó vào sáng ngày 25 tháng 10 dưới sự trợ giúp hỏa lực từ các tàu khu trục khác và hai tàu tuần dương.
Sau một chuyến đi đến Manus để tiếp liệu, Cony quay trở lại vịnh Leyte làm nhiệm vụ tuần tra vào ngày 16 tháng 11. Trong các đêm 29-30 tháng 11 và 1-2 tháng 12, nó tham gia càn quét vịnh Ormoc, săn đuổi tàu bè Nhật Bản. Chỉ có ít mục tiêu, nhưng đội của nó cũng đánh chìm một sà lan vào đêm thứ hai, đồng thời bắn phá các vị trí đối phương trên bờ nhằm chuẩn bị cho cuộc đổ bộ lên vịnh Ormoc vài này sau đó. Chiếc tàu khu trục đi đến Kossol Roads từ ngày 4 đến ngày 10 tháng 12, rồi lên đường hộ tống các tàu sân bay để bảo vệ trên không, giúp lực lượng tấn công di chuyển từ Leyte đến Mindoro, quay trở về Kossol Roads vào ngày 19 tháng 12.

### 1945
Cony đi đến Manus vào ngày 23 tháng 12 năm 1944, để rồi lại lên đường tám ngày sau đó để hộ tống các tàu vận tải tham gia cuộc đổ bộ lên vịnh Lingayen vào ngày 9 tháng 1 năm 1945. Nó rời Lingayen vào ngày 11 tháng 1, hộ tống các tàu vận tải rỗng và tàu chở hàng đi vịnh San Pedro, Leyte, rồi đảm nhiệm việc tuần tra trong vịnh Lingayen. Sau đó nó bảo vệ các hoạt động trinh sát và quét mìn trong vịnh Baler do tàu khu trục hộ tống Formoe (DE-509) và các tàu quét mìn Sentry (AM-299) và Salute (AM-294) tiến hành từ ngày 26 tháng 2 đến ngày 10 tháng 3; cũng như hỗ trợ hỏa lực cho cuộc đổ bộ lên đảo Caballo trong vịnh Manila vào ngày 27 tháng 3. Chiếc tàu khu trục đã bắn phá Parang từ ngày 14 đến ngày 19 tháng 4, và tuần tra trong vịnh Davao vào đầu tháng 5. Vào ngày 7 tháng 6, nó khởi hành từ vịnh Subic để bảo vệ cho cuộc đổ bộ lên vịnh Brunei, Borneo vào ngày 9 tháng 6, rồi làm nhiệm vụ hỗ trợ hỏa lực cho các hoạt động quét mìn và của các đội phá hoại dưới nước (UDT) gần Balikpapan, Borneo từ ngày 13 tháng 6 đến ngày 2 tháng 7. 
Cony quay trở về vịnh San Pedro, để rồi lại lên đường vào ngày 11 tháng 7 hộ tống các tàu vận tải tham gia cuộc đổ bộ lên vịnh Saragani, Mindanao, bắn pháo hỗ trợ cho lực lượng trên bờ cho đến ngày 13 tháng 7. Trong suốt tháng 8, nó hộ tống một đoàn tàu vận tải đi lại giữa Leyte and Ulithi, và vào ngày 8 tháng 9 đã đi đến khu vực cửa sông Dương Tử hoạt động như một tàu hoa tiêu cho các hoạt động quét mìn. Từ ngày 29 tháng 9 đến ngày 6 tháng 10, nó ghé qua Thượng Hải, rồi hoạt động giám sát các tuân thủ đầu hàng của binh lính Nhật Bản trên đảo Raffles thuộc quần đảo Chusan, ngay ngoài khơi bờ biển Trung Quốc phía Nam Thượng Hải. Sau một chuyến đi vặn chuyển thư tín đến Okinawa, nó phục vụ như một tàu kiểm soát lối vào cảng Thượng Hải cho đến ngày 19 tháng 11, khi nó lên đường đi Đài Loan phục vụ như một tàu hoa tiêu cho các hoạt động quét mìn trong eo biển Đài Loan. Nó khởi hành từ Thượng Hải vào ngày 20 tháng 12 để quay trở về Hoa Kỳ, đi ngang qua San Diego và New York, và đi đến Charleston, South Carolina vào ngày 13 tháng 3 năm 1946. Conway được cho xuất biên chế và được đưa về lực lượng dự bị tại đây vào ngày 18 tháng 6 năm 1946.

### 1949-1960
Cony được cải biến thành một tàu khu trục hộ tống và được xếp lại lớp với ký hiệu lườn mới DDE-508 vào ngày 26 tháng 3 năm 1949; được trang bị đặc biệt cho nhiệm vụ chống tàu ngầm, nó được cho nhập biên chế trở lại vào ngày 17 tháng 11 năm 1949. Sau khi được huấn luyện và hoạt động dọc theo vùng bờ Đông Hoa Kỳ và vùng biển Caribe, con tàu khởi hành từ cảng nhà Norfolk, Virginia vào ngày 14 tháng 5 năm 1951 cho chuyến đi vòng quanh thế giới, khi nó hoạt động tại vùng chiến sự tại Triều Tiên từ ngày 18 tháng 6 đến ngày 28 tháng 10, quay trở về nhà qua lối kênh đào Suez, và về đến Norfolk vào ngày 20 tháng 12 năm 1951. Đến tháng 9 năm 1953, nó lại rời cảng cho một lượt bố trí xa, tham gia Chiến dịch Mariner của Khối NATO, rồi thực tập cùng Hải quân Hoàng gia Anh trong các hoạt động chống tàu ngầm ngoài khơi Bắc Ireland trước khi tiếp tục một lượt phục vụ cùng Đệ Lục hạm đội tại Địa Trung Hải.
Trong các năm 1955 và 1957, Cony lại phục vụ tại Địa Trung Hải, và vào tháng 9 và tháng 10 năm 1957 đã tham gia các cuộc thực tập chống tàu ngầm của Khối NATO tại eo biển Manche. Nó hoạt động tại chỗ cùng những chuyến đi đến vùng biển Caribe vào các năm 1958, 1959 và 1960, và sau đó tham gia Lực lượng Đặc nhiệm Alfa, một đội thử nghiệm chiến thuật chống tàu ngầm hoạt động dọc theo vùng bờ Đông. Nó cùng đơn vị này viếng thăm thành phố Québec, Canada vào tháng 6 năm 1960.

### 1961-1969
Cony tham gia Sự kiện Vịnh con Lợn tại Cuba vào tháng 4 năm 1961. Nó quay trở lại ký hiệu lườn cũ DD-508 vào ngày 30 tháng 6 năm 1962. Vào tháng 10 năm 1962, chiếc tàu khu trục tham gia phong tỏa Cuba do vụ Khủng hoảng tên lửa Cuba, và vào ngày 27 tháng 10, nó đã ngăn chặn tàu ngầm Liên Xô B-59, một sự cố suýt dẫn đến chiến tranh giữa Hoa Kỳ và Liên bang Xô viết.
Cony được cho xuất biên chế và rút khỏi danh sách Đăng bạ Hải quân vào ngày 2 tháng 7 năm 1969. Nó bị đánh chìm như một mục tiêu ngoài khơi Puerto Rico vào ngày 20 tháng 3 năm 1970.

## Phần thưởng
Cony được tặng thưởng mười một Ngôi sao Chiến trận do thành tích phục vụ trong Thế Chiến II, và thêm hai Ngôi sao Chiến trận nữa khi hoạt động tại Triều Tiên.